# Пескарь Делямуре
Пескарь Делямуре (лат. Gobio delyamurei) — представитель рода пескарей семейства карповых. Назван в честь Семёна Людвиговича Делямуре.

## Описание
Длина тела до 13 см, масса до 45 г. Продолжительность жизни около 4 лет. Тело удлинённое, не слишком высокое, умеренно сжатое с боков. Грудь и горло полностью покрытые чешуей, иногда они могут быть частично или полностью голыми. Хвостовой стебель сжатый с боков, относительно короткий, его высота больше толщины на уровне последнего луча анального плавника. Рыло довольно длинное (в 2,1-2,5 раза в длине головы). Лоб широкий. Глаза маленькие. Усики короткие, обычно не достигают переднего края глаза. Анальное отверстие находится ближе к анальному плавнику, чем к брюшному. Общий фон окраски серовато-серебристый, темный на верхней части головы и туловища. На боках тела имеется 7-11 (обычно 8-9) скруглённых тёмных пятен, отделённых друг от друга. На спинном, хвостовом и грудных плавниках имеются не чёткие тёмные точки, которые образуют несколько рядов. У половозрелых самцов тело и плавники тёмно-серые, брюхо покрыто многочисленными тёмно-серыми пятнами.

## Ареал
Эндемик Крыма. Встречается на равнинной части реки Чёрная.

## Биология
Биология изучена недостаточно. Пресноводная речная, донная, стайная жилая рыба. Встречается преимущественно в чистых, хорошо аэрированных водах рек. Держатся прибрежья, где живут на участках с умеренным течением и каменистым, песчано-галечным или песчаным, несколько заиленным грунтом. Часто прячется среди камней, под подмытыми берегами, затопленными деревьями и тому подобным. Нерест проходит на прогретых отмелях, икра откладывается также на камни и растительность. Питается преимущественно животными бентоса (червями, личинками насекомых и другими), а также икрой рыб и частично растительностью.